# Bryce Canyon City
Bryce Canyon City est une ville américaine située dans le comté de Garfield, dans l'Utah. La ville est localisée à proximité du parc national de Bryce Canyon. Ce n'est que le 23 juillet 2007 que la ville fut incorporée. La population était alors estimée à 138 habitants, elle en comptait 198 lors du recensement de 2010,. Avant cette date, le lieu était dénommé Ruby's Inn. La ville est une cité ouvrière (company town). Cela signifie que tous les bâtiments commerciaux (alimentation, station-service….) et toutes les habitations privées appartiennent à une seule entreprise privée. Cette société porte également le nom de Ruby's Inn, elle est propriété de la famille Syrett depuis plusieurs générations.

## Source
- (en) Cet article est partiellement ou en totalité issu de l’article de Wikipédia en anglais intitulé « Bryce Canyon City, Utah » (voir la liste des auteurs).